# Arrondissement de Sagna
Pour les articles homonymes, voir Sagna.
L'arrondissement de Sagna est l'un des arrondissements du Sénégal. Il est situé dans le département de Malem Hodar et la région de Kaffrine.
Il a été créé par un décret du 10 juillet 2008.
Il compte deux communautés rurales :
- Communauté rurale de Sagna
- Communauté rurale de Dianké Souf

Son chef-lieu est Sagna.